# القاتلان
القاتلان (بالإنجليزية: The Killers)‏ قصة قصيرة من تأليف الكاتب الأمريكي إرنست همنغواي. نُشِرت القصة للمرة الأولى في عام 1927 في مجلة «سكريبنرز»، وتلقَّى همنغواي في مقابل نشرها قرابة 200 دولاراً، ثُمَّ نُشِرت القصة مرة أخرى في نفس السنة مُضمَّنة في مجموعته القصصية «رجال بلا نساء»، ثُمَّ ظهرت في مجموعات قصصية أخرى نُشرت بعد وفاته: «ثلوج كلمنجارو» و«قصص نيك آدامز». تُعتَبر هذه القصة من أفضل أعمال همنغواي، وغالباً ما يتمُّ ضمَّها إلى المختارات من أعماله القصصية. تُصوِّر القصة التجربة الإنسانية بمختلف نواحيها، واستعمل فيها الكاتب السخرية، وتناولت القصة مواضيع عدة كالموت والصداقة ومعنى الحياة. تعرِض القصة الشخصية المتكرِّرة في أعمال همنغواي «نيك آدامز»، التي بُنِيت على شخصيته الحقيقية، والقصة تُظهر أدامز وهو يتحول من مراهقته إلى البلوغ.
تجري أحداث القصة في قرية سويت في ولاية إلينوي، أثناء فترة منع الكحول في العشرينيات من القرن العشرين. في القصة قاتلان مأجوران، ماكس وآل، يدخلان إلى مطعم يديره جورج، يطلب القاتلان شيئاً ليس ضمن القائمة، فيضطران إلى القبول بالبيض واللحم. ثُمَّ يبدأ القاتلان تحرُّكهما، يدخل آل إلى المطبخ ويُقيِّد نيك آدامز وسام الطباخ الأسود، في الوقت الذي يتحاور فيه جورج مع القاتل الآخر ماكس، يكشف ماكس عن مخططهما في قتل أولي أندرسون، وهو ملاكم سويدي، من أجل صديق لهما. لا يظهر أندرسون في المطعم، فيغادر القاتلان. يُرسِل جورج نيك آدامز إلى مثوى أندرسون ليحذِّره من القاتلين، ولكنَّ أندرسون لا يبدي أي ردة فعل، ويخبر نيك ألا يفعل شيئاً، لأنَّ لا شيء يمكن فعله حسب قوله. يعود نيك إلى المطعم، ويخبر جورج بردة فعل أندرسون، وعندما يصير جورج غير مهتما بمصير أندرسون يغادر نيك القرية.